# Barrio José Félix Rivas
José Félix Ribas es uno de los sectores que conforman la ciudad de Cabimas en el estado Zulia (Venezuela). Pertenece a la parroquia Jorge Hernández, también en la ciudad de Caracas, se encuentra ubicado el Barrio José Félix Ribas, en la parroquia Petare, Municipio Sucre en el Estado Miranda, pertenece a uno de los barrios más grande de Venezuela.

## Ubicación
Se encuentra entre los sectores Campo Lindo al norte (calle 7 de mayo), Dr Raúl Osorio Lazo al este (Av 34),  Barlovento al sur (carretera L) y  Libertador al oeste (Av 32).

## Zona residencial
José Félix Ribas, es uno de los barrios de Cabimas, con calles de tierra y casas sencillas, no tiene mucha infraestructura de servicios públicos. Sus calles principales y únicas asfaltadas son las que le sirven de límite con otros sectores.

## Vialidad y transporte
La vía principal es la Av 32, además de la 33, 34, la L y la calle 7 de mayo que son las únicas calles asfaltadas del sector. Las rutas de autos por puesto del Lucero y 32 pasan por la Av 32.